# Botermarkt (Haarlem)
De Botermarkt is een straat en plein in het centrum van de Noord-Hollandse stad Haarlem.
Het plein heeft een vrij langgerekte en rechthoekige vorm en aan de oostzijde grenst het plein aan de Gierstraat en de Gedempte Oude Gracht. Aan de westzijde grenst het plein aan de Tuchthuisstraat, Korte Bogaardstraat, Barrevoetestraat en de Gasthuisstraat.

## Geschiedenis
Op de plek van de Botermarkt lag reeds voor 1300 het Gasthuiskerkhof of St. Gangolfskerkhof. Dit kerkhof van het Oude Gasthuis en de St. Gangolfkapel lagen toen nog buiten de stadsgrenzen van Haarlem in de heerlijkheid Heemstede. Omstreeks het midden van de 14e eeuw kwam het plein door uitbreiding van de stad binnen haar grenzen te liggen. De kapel, het kerkhof en het gasthuis zijn tijdens de stadsbrand van 1576 vrijwel geheel verwoest. Het binnenplein van een nieuwbouwcomplex aan de zuidwesthoek van het plein werd in 1982 vernoemd naar het voormalig gasthuis, namelijk het Gangolfpleintje.
In een keur van 1583 is te lezen dat ...de Osse- en Koemarckt gelegt zal worden op St. Gangolfskerckhof"....
In 1681 werd het plein bestemd voor een markt van kopboter, kaas, eieren, galanterieën, porselein, kalven, enz. 
Vanaf 1949 werd er op het plein naast de reguliere markt wekelijks een automarkt gehouden. In 1966 kwam er een eind aan deze automarkt en werd het ingericht voor betaald kort parkeren bedoeld voor het winkelend publiek. Vanwege de weekmarkten op maan- en zaterdagen was de parkeerplaats die dagen niet beschikbaar. De laatste herinrichting van het plein dateert uit 1977. De noordzijde van de markt is sindsdien in verloop van tijd grotendeels ingenomen door het terras van de daar gevestigde eetgelegenheden.

## Trivia
- Op de noordwesthoek bevindt zich een bewaakte fietsenstalling van de gemeente
- Op woensdagen is er rommelmarkt, op vrijdagen biologische markt en op zaterdagen warenmarkt.